# Ентоні Блант
Ентоні Фредерік Блант (англ. Anthony Frederick Blunt, з 1956 по листопад 1979 — Сер Ентоні Блант; 26 вересня 1907 — 26 березня 1983) — британський мистецтвознавець та совєцький шпигун.
Професор історії мистецтва в Лондонському університеті, директор Інституту мистецтв Курто та інспектор королівських картин. Його монографія 1967 року про французького художника доби бароко Ніколя Пуссена досі вважається переломною книгою в історії мистецтва.
У 1964 році, діставши імунітет від судового переслідування, Блант зізнався, що був совєцьким шпигуном. Його вважали «четвертою людиною» Кембриджської п'ятірки, групи шпигунів, які здобули освіту в Кембриджі та працювали на СРСР у 1930-х і 1950-х роках. На момент розкриття Блант був четвертим членом групи, якого виявили; п'ятий, Джон Кернкросс, ще не був розкритий.
Пік шпигунської діяльності Бланта припав на Другу світову війну, коли він передавав совєцькій розвідці інформацію про плани Вермахту. Під час війни Блант отримав звання майора. Пізніше його звинуватили у зраді операції «Маркет Гарден» на користь гітлерівців. На той момент поразка операції була вигідною для совєтів, оскільки унеможливила швидке закінчення війни, з переходом усієї території Німеччини під контроль військ західних країн антигітлерівської коаліції та відсуненням ролі Червоної армії в Німеччині на другий план. Цю поразку зазвичай приписували німецькому агенту в нідерландському русі опору Крістіану Ліндемансу. У книзі «Зрадник Арнема», представленій газетою «Таймс», йдеться про ще одного зрадника під псевдо «Жозефіна», яким автор книги вважає Бланта. Таким чином, метою совєцької влади, а отже й Бланта, було не допустити прибуття військ союзників до Берліна раніше від совєтів. Після війни шпигунська діяльність Бланта зменшилася, але він зберіг контакти з радянськими агентами й продовжував передавати їм плітки колишніх колег з MI5 і документи Берджесса. Це тривало до втечі Берджесса і Макліна до СССР у 1951 році.
Його зізнання — роками ретельно охоронюваний секрет — оприлюднила прем'єр-міністр Маргарет Тетчер у листопаді 1979 року. Відразу ж після цього його позбавили лицарського звання.

## Особисте життя
Ентоні Блант був геєм.